# Piero Bitetti
Pietro Bitetti, detto Piero (Taranto, 14 novembre 1973), è un politico italiano, sindaco di Taranto dal 2025.

## Biografia
Diplomato geometra, Bitetti trascorre tre anni, dal 1993 al 1996, in Marina, congedandosi con il grado di sottotenente di vascello. Si laurea in scienze dei servizi giuridici presso l'Università telematica "Guglielmo Marconi" nel 2016.
La sua carriera politica inizia sul finire degli anni Novanta, quando nel 1996 si è candidato con la Lega d'Azione Meridionale alle elezioni comunali di Taranto senza risultare eletto; successivamente è stato nominato componente del consiglio di amministrazione dell’allora Azienda Farmaceutica Comunale.
Nel 2005 viene eletto consigliere comunale a Taranto con l'Unione di Centro. Riconfermato consigliere comunale nel 2007 con la Lista Florido, due anni dopo viene nominato dal sindaco Ippazio Stefano come nuovo assessore alle politiche del lavoro, e in seguito come assessore alla protezione civile.
Nel 2009 assume l’incarico di Presidente dell’Ambito Territoriale di Caccia (ATC) della Provincia di Taranto e mantiene la carica fino al 2013.
Consigliere comunale e provinciale con il Partito Democratico, nel 2017 Bitetti lascia il PD per candidarsi sindaco in occasione delle elezioni del 2017, alla guida di una coalizione di liste civiche di centro e centro-sinistra, classificandosi però in settima posizione con il 8,19% dei voti, percentuale sufficiente in ogni caso a confermarlo in consiglio comunale.
Nel 2019 aderisce a Italia in Comune, nelle cui liste si candida delle elezioni regionali in Puglia del 2020 a supporto di Michele Emiliano senza poi risultare eletto, per via del mancato raggiungimento della soglia di sbarramento.
Dopo aver aderito al movimento Con del presidente della Regione Puglia, Bitetti viene rieletto in consiglio comunale alle elezioni del 2022, a sostegno di Rinaldo Melucci, riconfermato primo cittadino. Dal 2012 al 2017 e dal 2022 al 2024, Bitetti ha presieduto il consiglio comunale di Taranto.

### Sindaco di Taranto
In occasione delle elezioni comunali del 2025, anticipate di ben due anni a seguito della decadenza del consiglio comunale, Bitetti diventa il candidato ufficiale della coalizione di centro-sinistra per la carica di sindaco di Taranto, sostenuto dal Partito Democratico, dal movimento Con di Michele Emiliano, da Alleanza Verdi e Sinistra e numerose liste civiche.
Dopo essersi classificato in prima posizione al primo turno con il 37,39% dei voti, vince anche al turno di ballottaggio ottenendo il 54,66% dei voti, venendo eletto sindaco.
Il 28 luglio, poco più di un mese dopo il suo insediamento, rassegna le proprie dimissioni a seguito di alcune contestazioni ricevute durante un'assemblea con le associazioni ambientaliste riguardo l'ex Ilva, dimissioni ritirate tre giorni dopo.